# Sedlo Poľany

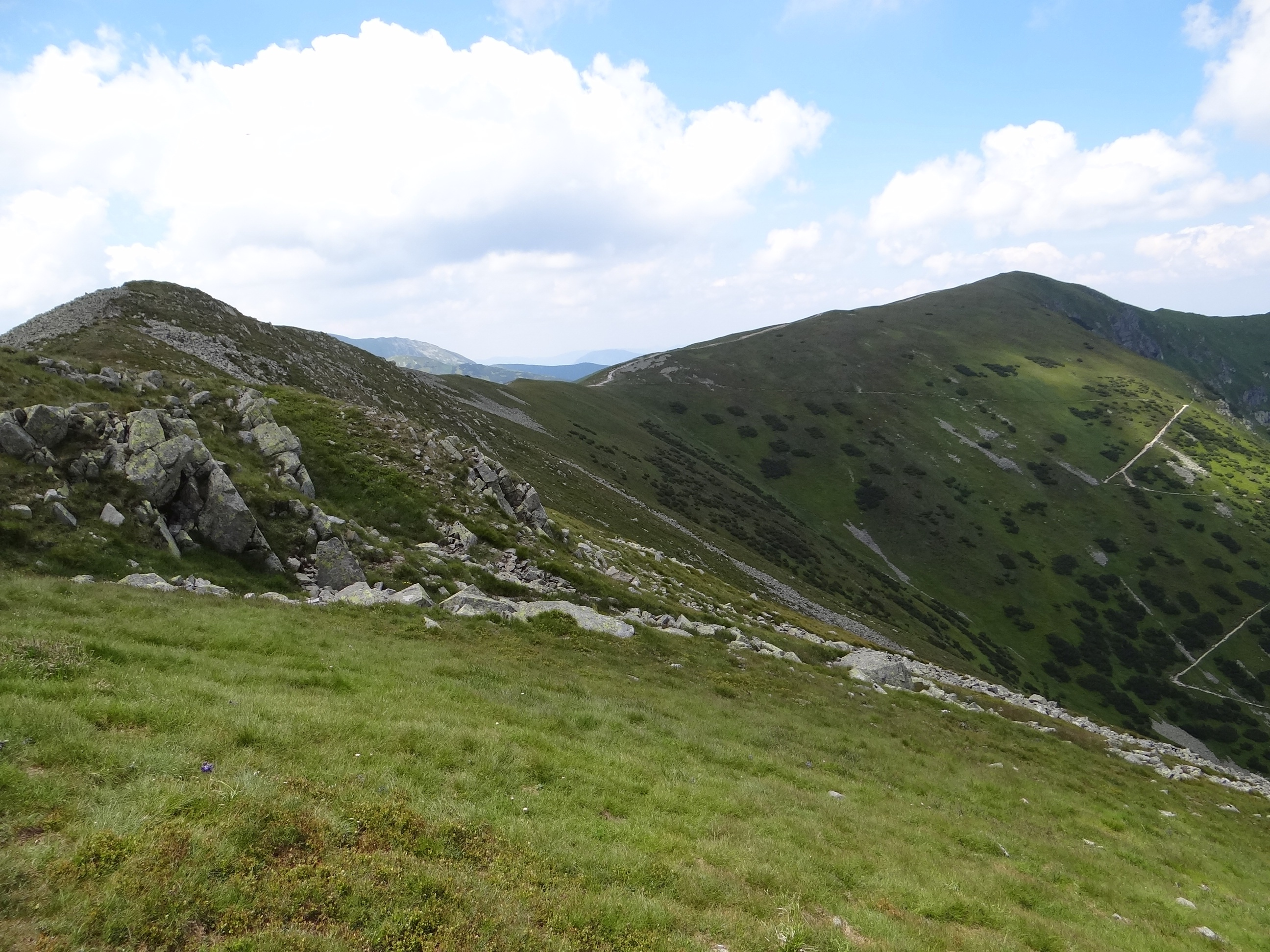
Od lewej: wierzchołek 1873 m, Sedlo Poľany i Poľana. Widok z Dereszy

Sedlo Poľany (pol. Siodło Polany; 1837 m) – przełęcz w Niżnych Tatrach na Słowacji.
Znajduje się w zachodniej części Niżnych Tatr, w tzw. Dumbierskich Tatrach. Leży w głównym grzbiecie niżnotatrzańskim, pomiędzy szczytami Polany (1890 m) na północnym zachodzie a bezimiennym wierzchołkiem 1873 m na wschodzie. Stanowi wyraźne, halne obniżenie dość wąskiego w tym miejscu grzbietu, który w kierunku wschodnim wznosi się systematycznie ku Dereszom. W kierunku północno-wschodnim spod przełęczy opada dolina potoku Zadná voda, będąca jedną z dwóch głównych odnóg górnej części Doliny Demianowskiej, natomiast w kierunku południowo-zachodnim – Dolina Vajskovska.
Grzbietem przez przełęcz biegnie czerwono znakowany magistralny szlak turystyczny Niżnych Tatr, tzw. Cesta hrdinov SNP. Natomiast od północnego wschodu, od strony doliny Zadnéj vody, wyprowadza na przełęcz żółty szlak z Doliny Demianowskiej. Jako przejście z Doliny Demianowskiej do Doliny Łomnistej przełęcz nie jest używana.

## Szlaki turystyczne
odcinek: Chopok – Deresze – sedlo Poľany – Poľana – Kotliská – Chabenec. Czas przejścia: 2.25 h, ↓ 2.30 h
  Dolina Demianowska (parking przy Demianowskiej Jaskini Wolności) – Ostredok – Biela Púť – Vrbické pleso – Tri vody – sedlo Poľany. Czas przejścia 4 h, ↓ 3  h